# 揚·蒂爾曼
扬·乌韦·蒂尔曼（德語：Jan Uwe Thielmann；2002年5月26日—）是一名德國職業足球運動員，司職右中場，現效力於德甲球會科隆。

## 外部連結
- Soccerway資料庫：揚·蒂爾曼
- 德国足球协会上的揚·蒂爾曼（支持德语版）